# Cucullia kozhantshikovi
Cucullia kozhantshikovi är en fjärilsart som beskrevs av Andrzej Samuel Kostrowicki 1963.
Cucullia kozhantshikovi ingår i släktet Cucullia och familjen nattflyn. Inga underarter finns listade i Catalogue of Life.